# Kointegration
Kointegration er en beskrivelse af sammenhæng mellem ikke-stationære data-tidsserier.
En ikke-stationær tidsserie er ofte beskrevet ud fra en såkaldt "unit-root" process.
"unit-root"-processer medfører at stød til tidsserien har permanent effekt.
Kointegration optræder når en lineær kombination af to eller flere ikke-stationære tidsserier
danner en ny, stationær tidsserie.
Et eks. er følgende: a = b – c, hvor a er stationær og b og c er ikke-stationærer.
Typisk anvendt i økonomi er enkelte makro-økonomiske variable ikke-stationære, hvor en kombination af disse er stationære.
Her kan f.eks. være tale om opsparingen og den lange rente – som kan være ikke-stationære,
men at sammenhængen er stationær.